# ローランド・エメリッヒ
ローランド・エメリッヒ（Roland Emmerich、1955年11月10日 - ）は、アメリカ合衆国で活動するドイツ人映画監督、映画プロデューサー、脚本家。
SFやアクションの娯楽色の強い作品を発表し続けていることで広く知られる監督であり、「ハリウッドの破壊王」とも呼ばれている。妹のウーテ・エメリッヒも映画プロデューサーとして活動しており、ローランドの作品の多くでプロデューサーとして関与している。
また同性愛者であることを公表しており、LGBT関連事業への寄付なども行っている。

## 来歴

### 生い立ち
1955年にシュトゥットガルトで生まれ、ジンデルフィンゲンで幼少期を過ごした。父ハンスはガーデニング機器の製造会社を経営する富裕層であり、エメリッヒは父と共にヨーロッパ・北米に旅行に行くことが多かった。10代のころから絵画と彫刻を学び、シュトゥットガルト芸術大学を卒業する。

### ドイツでの活動
1977年にミュンヘン映画テレビ・アカデミーに進学し、プロダクション・デザインを学ぶ。しかし、同年に公開された『スター・ウォーズ エピソード4/新たなる希望』を観た後に映画監督コースに転籍する。1981年に卒業作品として『スペースノア』を製作し、同作は1984年に第34回ベルリン国際映画祭のオープニング作品として上映された。
1985年に妹ウーテ・エメリッヒと共同で映画製作会社セントロポリス・フィルム・プロダクション（現：セントロポリス・エンタテインメント）を設立し、同年に『デビル・ドール』を製作する。1987年に『ゴースト・チェイス』、1990年に『MOON44』を製作した。これらの作品はドイツおよび周辺国でしか公開されず、エメリッヒは広範囲の市場を開拓するため従来採用していたドイツ式の撮影スタイルを放棄した。

### ハリウッドでの活動

#### 1990年代
プロデューサーのマリオ・カサールは新作映画「Isobar」を製作するため、監督としてエメリッヒをハリウッドに招いた。エメリッヒは『MOON44』に出演したディーン・デヴリンを共同脚本家・プロデューサーとしてパートナーを組み、2000年まで共に映画を製作した。1992年にアンドリュー・デイヴィスに代わり監督として起用された『ユニバーサル・ソルジャー』でハリウッドデビューを果たした。公開後、『ユニバーサル・ソルジャーシリーズ』は2012年まで続編映画・テレビシリーズが製作された。
1994年に『スターゲイト』を製作し、公開初週の興行収入ランキングで第1位となった。同作は映画業界関係者が予想したよりも高い興行収入を記録し、成功を収めた。1996年に公開された『インデペンデンス・デイ』は公開1週で1億ドルの興行収入を記録し、世界的にも高い興行収入を記録するなど大ヒットした。1997年から1998年にかけて、テレビシリーズ『The Visitor』を製作し、フォックス放送で放送された。
1998年には『GODZILLA』の監督を務めた。同作は公開前から大規模なプロモーションを展開し、興行収入3億9,700万ドルを記録する成功を収めた。しかし、批評家や「ゴジラシリーズ」のファンからは酷評され、第19回ゴールデンラズベリー賞において2部門を受賞した他、Rotten Tomatoesでは16%の支持率となっている。

#### 2000年代

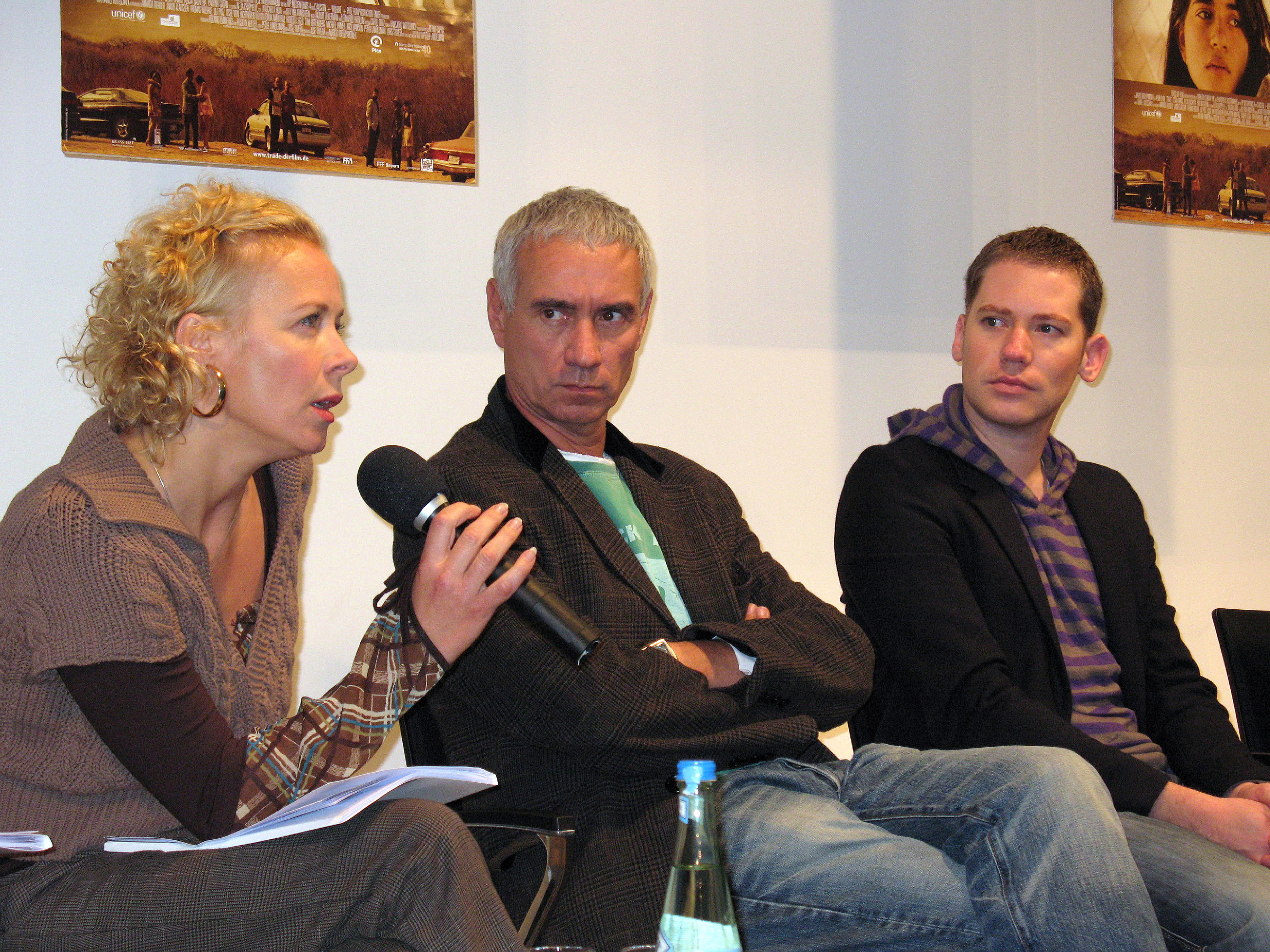
インタビューを受けるカッチャ・リーマン、ローランド・エメリッヒ、マルコ・クロイツパイントナー（2007年）

2000年にアメリカ独立戦争を描いた『パトリオット』を製作する。同作はエメリッヒが脚本に関与しなかった4作品の一つ（他の3作品は『ユニバーサル・ソルジャー』『もうひとりのシェイクスピア』『ホワイトハウス・ダウン』）であり、批評家から好意的な評価を受けており、エメリッヒ作品では最も多くレビューされた作品となった。エメリッヒはデヴリンに代わりハラルド・クローサーと新たな製作パートナーを組み、2004年に『デイ・アフター・トゥモロー』を製作し、地球温暖化によって引き起こされる氷河期の到来と自然災害の恐怖を描いた。同作は世界興行収入5億4,400万ドルの成功を収め、これ以降エメリッヒはパニック映画の第一人者として知られるようになる。また、同作公開後にドイツに拠点を置く映画製作会社リールマシーンを設立した。
2008年に『紀元前1万年』を製作し、先史時代の戦士の活躍を描いた。同作は興行的には成功したが批評家からは酷評され、「2008年のワースト映画」および「歴代エメリッヒ映画のワースト作品」と見なされている。この後、エメリッヒは『ミクロの決死圏』のリメイク作品の監督に起用されたが、企画は開発地獄に陥り頓挫している。2009年にはマヤ文明の予言による「世界の終焉」が世界的な一大センセーションを巻き起こし、これに乗る形でマヤ文明の予言を基に『2012』を製作した。

#### 2010年代
2011年に『もうひとりのシェイクスピア』を製作し、シェイクスピア別人説を題材にオックスフォード伯エドワード・ド・ヴィアーを描いた。エメリッヒは同作について、「映画は歴史スリラーになります。それは、エリザベス1世の後継問題と称賛を求める人々の苦闘を描いたからです。テューダー朝を守る人々とロバート・セシルの一派、その間にいる女王。その物語を通じて、私たちはオックスフォード伯が書き上げた劇が“ウィリアム・シェイクスピア”のラベルが貼られる過程を見ることになります」と語っている。2013年に『ホワイトハウス・ダウン』を製作し、武装集団に占拠されたホワイトハウスの混乱を描いた。2016年には『インデペンデンス・デイ』の続編となる『インデペンデンス・デイ: リサージェンス』を製作した。

## 人物

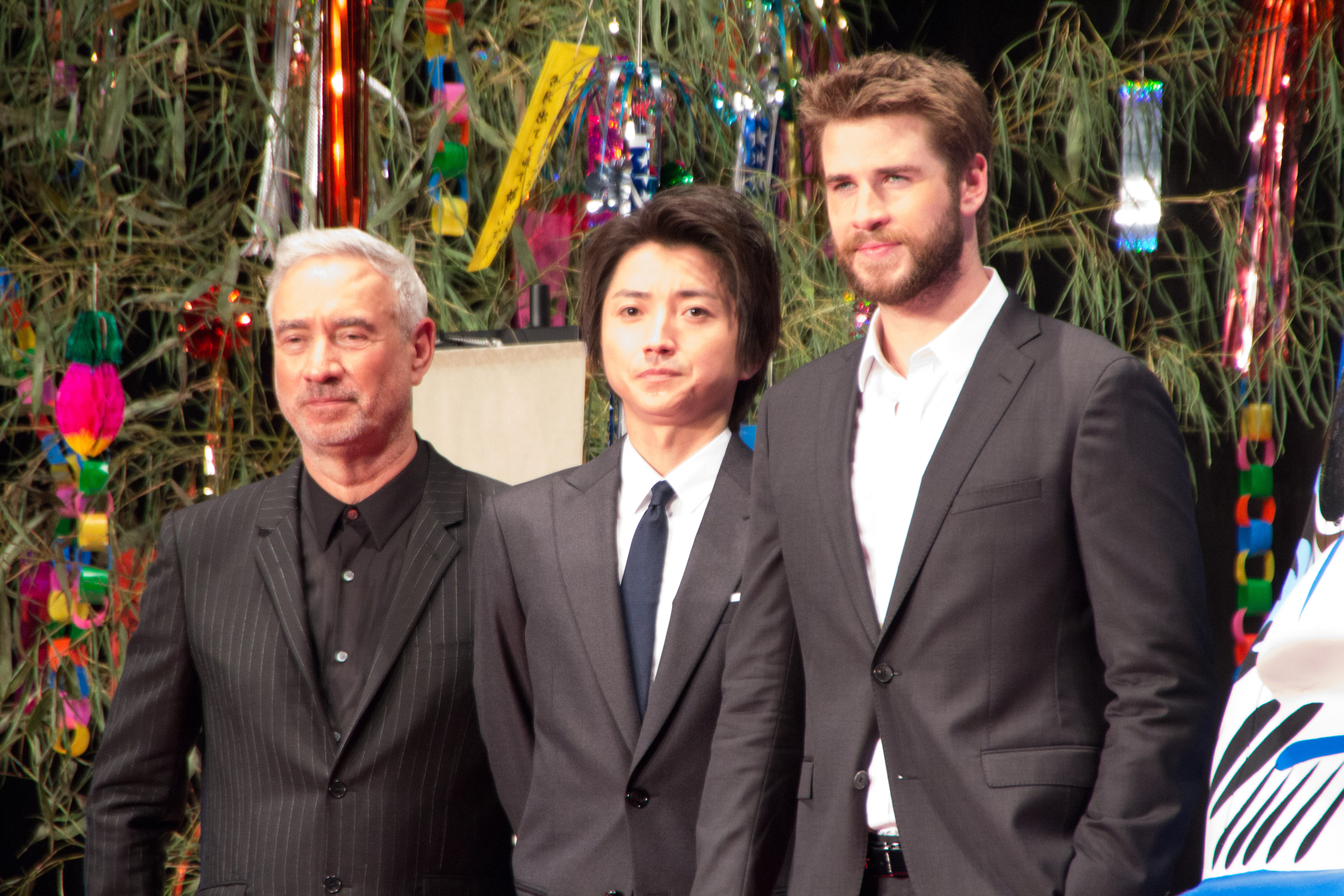
『インデペンデンス・デイ: リサージェンス』ジャパン・プレミアに出席するローランド・エメリッヒ、藤原竜也、リアム・ヘムズワース（2016年）

エメリッヒはロサンゼルス・ニューヨーク・ロンドン・シュトゥットガルトに自宅を所有している。彼は自宅に「奇抜な」装飾を施すことを好み、稀少なハリウッドの記念品、独裁者の肖像画や共産主義者の人形、第二次世界大戦時の軍事品を飾っている。収集したコレクションの中には、イエス・キリストが磔にされた姿が描かれたキャサリン・ハムネットスタイルのTシャツ、ウェールズ公妃ダイアナに似た女性が性行為をする姿が描かれたアリソン・ジャクソンの作品、自分の死亡記事を読んで笑うヨハネ・パウロ2世の彫刻、同性愛のポーズをとるマフムード・アフマディーネジャードのイメージ写真が含まれている。
ゲイであることを公表しており、またアメリカの進歩主義勢力を資金援助している。2006年にはゲイ映画やレズビアン映画を保存するキャンペーンに15万ドル寄付し、アウトフェスタの歴史上最も高額な寄付となった。2007年にはLGBTコミュニティーのため、ロサンゼルスの自宅でヒラリー・クリントンへの資金援助パーティーを開催した。
他の監督と比較して、限られた製作費を超過せずに撮影をこなすなどマネジメント能力が高く、映画業界から重宝されている。スタントマンがアカデミー賞で評価されるための運動を支持しており、地球温暖化問題にも取り組んでいる。また、複数の著名人と共に第三世界の女性の権利向上を推進する団体1秒フィルムを設立している。

## フィルモグラフィー
- スペースノア Das Arche Noah Prinzip（1983年）監督・脚本
- MOON44 Moon 44（1990年）監督・脚本・製作
- ユニバーサル・ソルジャー Universal Soldier（1992年）監督
- スターゲイト Stargate（1994年）監督・脚本
- インデペンデンス・デイ Independence Day（1996年）監督・脚本・製作総指揮
- GODZILLA Godzilla（1998年）監督・脚本・原案・製作総指揮[1]
- パトリオット The Patriot（2000年）監督・製作総指揮
- スパイダー パニック! Eight Legged Freaks（2002年）製作総指揮
- デイ・アフター・トゥモロー The Day After Tomorrow（2004年）監督・脚本・原作・製作
- 紀元前1万年 10000 BC（2008年）監督・脚本・製作
- 2012 2012（2009年）監督・脚本・製作総指揮
- もうひとりのシェイクスピア Anonymous（2011年）監督・製作
- HELL HELL（2011年）製作総指揮
- ホワイトハウス・ダウン White House Down（2013年）監督・製作
- ストーンウォール Stonewall（2015年）監督・製作
- インデペンデンス・デイ: リサージェンス Independence Day: Resurgence（2016年）監督・原案・脚本・製作・キャラクター創造
- ミッドウェイ Midway（2019年）監督・製作
- ムーンフォール Moonfall（2022年）監督・脚本・製作

## 受賞・ノミネート
| 受賞年                                     | 作品                                   | 部門                                                           | 結果                   |                        |                        |
| ゴールデンラズベリー賞                     | ゴールデンラズベリー賞                 | ゴールデンラズベリー賞                                         | ゴールデンラズベリー賞 | ゴールデンラズベリー賞 | ゴールデンラズベリー賞 |
| ------------------------------------------ | -------------------------------------- | -------------------------------------------------------------- | ---------------------- | ---------------------- | ---------------------- |
| 1997年                                     | インデペンデンス・デイ                 | ジョー・エスターハス記念/興行収入1億ドル以上作品限定最低脚本賞 | ノミネート             |                        |                        |
| 1999年                                     | GODZILLA                               | 最低前日譚・リメイク・盗作・続編賞                             | 受賞                   |                        |                        |
| 1999年                                     | GODZILLA                               | 最低監督賞                                                     | ノミネート             |                        |                        |
| 1999年                                     | GODZILLA                               | 最低作品賞                                                     | ノミネート             |                        |                        |
| 1999年                                     | GODZILLA                               | 最低脚本賞                                                     | ノミネート             |                        |                        |
| 2017年                                     | インデペンデンス・デイ: リサージェンス | 最低前日譚・リメイク・盗作・続編賞                             | ノミネート             |                        |                        |
| 2017年                                     | インデペンデンス・デイ: リサージェンス | 最低監督賞                                                     | ノミネート             |                        |                        |
| 2017年                                     | インデペンデンス・デイ: リサージェンス | 最低作品賞                                                     | ノミネート             |                        |                        |
| 2017年                                     | インデペンデンス・デイ: リサージェンス | 最低脚本賞                                                     | ノミネート             |                        |                        |
| ヒューゴー賞                               |                                        |                                                                |                        |                        |                        |
| 1997年                                     | インデペンデンス・デイ                 | 映像部門                                                       | ノミネート             |                        |                        |
| キッズ・チョイス・アワード                 |                                        |                                                                |                        |                        |                        |
| 1997年                                     | インデペンデンス・デイ                 | フェイバリット映画賞                                           | 受賞                   |                        |                        |
| MTVムービー・アワード                      |                                        |                                                                |                        |                        |                        |
| 1997年                                     | インデペンデンス・デイ                 | 作品賞                                                         | ノミネート             |                        |                        |
| ピープルズ・チョイス・アワード             |                                        |                                                                |                        |                        |                        |
| 1997年                                     | インデペンデンス・デイ                 | フェイバリット・ドラマティック・モーション・ピクチャー         | 受賞                   |                        |                        |
| サターン賞                                 |                                        |                                                                |                        |                        |                        |
| 1997年                                     | インデペンデンス・デイ                 | 監督賞                                                         | 受賞                   |                        |                        |
| 1999年                                     | GODZILLA                               | 監督賞                                                         | ノミネート             |                        |                        |
| 1999年                                     | GODZILLA                               | ファンタジー映画賞                                             | ノミネート             |                        |                        |
| 2005年                                     | デイ・アフター・トゥモロー             | SF映画賞                                                       | ノミネート             |                        |                        |
| 2010年                                     | 2012                                   | アクション/アドベンチャー映画賞                                | ノミネート             |                        |                        |
| 2017                                       | インデペンデンス・デイ: リサージェンス | SF映画賞                                                       | ノミネート             |                        |                        |
| ユニバース・リーダーズ・チョイス・アワード |                                        |                                                                |                        |                        |                        |
| 1996年                                     | インデペンデンス・デイ                 | 監督賞                                                         | 受賞                   |                        |                        |